# Luis Díez de Aux
: No se debe confundir con su contemporáneo el obispo Luis Díez de Aux y Armendáriz.
Luis Díez de Aux fue un escritor y poeta español nacido en Zaragoza hacia la mitad del siglo XVI y murió en la misma ciudad hacia 1630. 

## Vida
Descendiente de un conocido linaje aragonés, desempeñó relevantes cargos para el municipio de Zaragoza. Según Félix Latassa publicó en 1593 una Historia de la Virgen del Pilar. y varias relaciones de fiestas de esa misma ciudad con motivo de la beatificación de Santa Teresa (publicada en 1615) y en honor del nombramiento como Inquisidor General de Luis de Aliaga por Felipe III de Castilla, II de Aragón, y un catálogo de obispos y arzobispos de Zaragoza, entre otras obras.
Redactó asimismo unas Notas marginales a los Anales de la Corona de Aragón de Jerónimo de Zurita, pero sobre todo destacó por su traducción de los himnos del gran poeta cristiano latino Aurelio Prudencio Clemente a los Mártires de Zaragoza.

## Obra
Según Latassa, Díez de Aux escribió las siguientes obras:
- Historia de Nuestra Señora del Pilar de Zaragoza, en verso español, Zaragoza, 1593; reed. en Sumario de la venida de Santiago á España y fundación de la Capilla y Cámara Angélica y Apostólica de Santa María la Mayor y del Pilar, primera Catedral de Zaragoza, ib., Juan de Lanaja y Quartanet, 1631.

- Catálogo de los Obispos y Arzobispos de Zaragoza y su estado histórico cronológico, Zaragoza, 1593.

- Relato de las fiestas que a la beatificación de la bienaventurada Virgen y Madre Santa Teresa de Jesús, renovadora de la religión primitiva del Carmelo, hizo, así eclesiásticas, como militares y poéticas, la imperial ciudad de Zaragoza, Zaragoza, Juan de Lanaja y Quartanet, 1615.

- Compendio de las fiestas que ha celebrado la imperial ciudad de Zaragoza por haber promovido la Majestad del Rey Nuestro Señor Felipe III de Castilla y II de Aragón al Ilustrísimo Señor Don Luis de Aliaga, su Confesor, y de su Real Consejo de Estado, en el oficio y cargo supremo de Inquisidor General de España, Zaragoza, Juan de Lanaja y Quartanet, 1619.

- Versión de tres himnos que Aurelio Prudencio hizo en alabanza de la ciudad de Zaragoza y de sus Mártires. Con la traducción de los de San Lorenzo, San Vicente, Santa Engracia, San Lupercio y demás innumerables mártires de la misma Patria de Prudencio, y Sumario de los martirios hechos en dicha Ciudad el año de 306, Zaragoza, Juan de Lanaja y Quartanet, 1619.

- Versión en verso del himno que hizo en latín Aurelio Prudencio en alabanza de San Lorenzo, en el libro manuscrito del historiador Aynsa Vida, Martirio y excelencias del Ilustrísimo Mártir San Laurencio, compuesto en 1625, págs. 92v-108.

- Notas marginales de los Anales de Zurita. Trata de este trabajo su hijo Jerónimo Díez de Aux en su dedicatoria latina a los Jurados de Zaragoza en la oración latina que hizo de esta Ciudad el Padre Barba, y dio noticia en 1620.

- Poesías diversas, publicadas en diferentes obras.